# Dolichogryllus camerunensis
Dolichogryllus camerunensis är en insektsart som beskrevs av Bolívar, I. 1910. Dolichogryllus camerunensis ingår i släktet Dolichogryllus och familjen syrsor. Inga underarter finns listade i Catalogue of Life.